# Welney
Welney est une paroisse civile et un village du Norfolk, en Angleterre.